# Vorsicht Nachbarn
Vorsicht Nachbarn (Fernsehtitel: Zur Hölle mit den Nachbarn, Originaltitel: It Runs in the Family, Alternativtitel: My Summer Story) ist eine US-amerikanische Filmkomödie von Bob Clark aus dem Jahr 1994. Der Drehbuchcoautor Jean Parker Shepherd griff auf die eigenen Romane als Vorlage zurück.

## Handlung
Die Handlung spielt in den 1930er Jahren, während der Sommerferien.
Mr. Parker, Oberhaupt der Familie, liefert sich einen Kleinkrieg mit den benachbarten Bumpus. Seine Frau organisiert eine Gruppe der Freundinnen, um gemeinsam gegen einen unehrlichen Handelsvertreter vorzugehen. Sein Sohn nimmt an Fahrradrennen auf den Straßen der Siedlung teil.

## Kritiken
„Erzählt wird von kleinen Alltagskonflikten der Familie, dem skurrilen Kleinkrieg mit den Nachbarn, dem ersten Ausflug mit dem Vater, einem Besuch der Weltausstellung in Chicago. Formal bescheiden, besticht der unterhaltsame Film durch die liebevolle Schilderung alltäglicher Erlebnisse und die Sympathie für seine Figuren.“

## Sonstiges
Die in Cleveland und in Tremont (Ohio) gedrehte Komödie brachte in den Vereinigten Staaten an den Kinokassen knapp über 70.000 US-Dollar. Sie ist eine Fortsetzung der Komödie Fröhliche Weihnachten (A Christmas Story) aus dem Jahr 1983.